# ミュージック・ファーマー 武田鉄矢・元気です!
ミュージック・ファーマー 武田鉄矢・元気です（みゅーじっく・ふぁーまー たけだてつや・げんきです）は1991年10月12日から1994年4月3日まで文化放送で放送されていたラジオ番組である。パーソナリティーは武田鉄矢。イエローハットの一社提供番組。
文化放送における放送時間は、1993年10月2日までは毎週土曜17:00〜18:00、1993年10月10日以降は毎週日曜16:30〜17:30。
あらゆる“古今東西”をテーマにして、放送していた。

## ネット局
各ネット局では、全て30分の放送。
| 局名         | 1991年10月〜1992年3月 | 1992年4月〜1992年9月 | 1992年10月〜1993年3月 | 1993年4月〜1993年9月 | 1993年10月〜1994年3月 |
| ------------ | --------------------- | -------------------- | --------------------- | -------------------- | --------------------- |
| 北海道放送   | 日曜 26:00〜26:30     | 日曜 17:30〜18:00    | 日曜 17:30〜18:00     | 日曜 17:30〜18:00    | 日曜 17:30〜18:00     |
| 青森放送     | 火曜 21:10〜21:40     | 土曜 21:30〜22:00    |                       | 土曜 21:30〜22:00    |                       |
| 秋田放送     |                       |                      |                       |                      | 日曜 18:30〜19:00     |
| 岩手放送     | 土曜 20:30〜21:00     |                      |                       |                      | 日曜 20:30〜21:00     |
| 山形放送     | 土曜 20:30〜21:00     |                      | 土曜 20:30〜21:00     |                      | 土曜 20:30〜21:00     |
| 東北放送     | 日曜 17:30〜18:00     | 日曜 17:30〜18:00    | 日曜 17:30〜18:00     |                      |                       |
| 新潟放送     | 日曜 17:00〜17:30     | 日曜 17:00〜17:30    | 日曜 17:00〜17:30     | 日曜 17:00〜17:30    |                       |
| 山梨放送     | 土曜 21:00〜21:30     |                      |                       | 日曜 18:30〜19:00    | 土曜 23:30〜24:00     |
| 福井放送     | 日曜 21:00〜21:30     |                      | 日曜 21:00〜21:30     |                      |                       |
| KBS京都      |                       |                      | 日曜 18:00〜18:30     |                      |                       |
| ラジオ関西   |                       |                      | 日曜 20:00〜20:30     |                      |                       |
| 四国放送     |                       |                      |                       |                      | 日曜 18:00〜18:30     |
| 南海放送     |                       |                      | 火曜 19:00〜20:00     | 土曜 17:00〜17:30    | 土曜 17:00〜17:30     |
| 高知放送     |                       |                      |                       | 日曜 23:35〜24:05    |                       |
| 九州朝日放送 | 日曜 22:00〜22:30     | 日曜 22:00〜22:30    | 日曜 22:00〜22:30     | 日曜 22:00〜22:30    | 日曜 22:00〜22:30     |
| 大分放送     | 土曜 10:15〜10:45     | 土曜 10:25〜10:55    | 土曜 17:00〜17:30     | 土曜 17:00〜17:30    | 土曜 17:00〜17:30     |
| 長崎放送     | 日曜 18:30〜19:00     |                      | 日曜 18:30〜19:00     |                      |                       |
| 宮崎放送     |                       |                      | 月曜 21:00〜21:30     |                      |                       |
| 南日本放送   |                       |                      | 土曜 21:00〜21:30     |                      |                       |
| ラジオ沖縄   | 日曜 20:30〜21:00     |                      | 日曜 20:30〜21:00     |                      | 日曜 20:30〜21:00     |

※出典：ラジオ新番組速報版（三才ブックス）1991年秋号〜1993年秋号。

## 備考
- ネット局によってはイエローハット提供つきのネットセールスの局とスポンサーがつかない番販ネットの局と分かれていた。
- なお、1980年代には文化放送で同じイエローハット提供の「夢口上・武田鉄矢商店」（土曜22:30 - 23:00）を放送していた。